# شاحنة قمامة

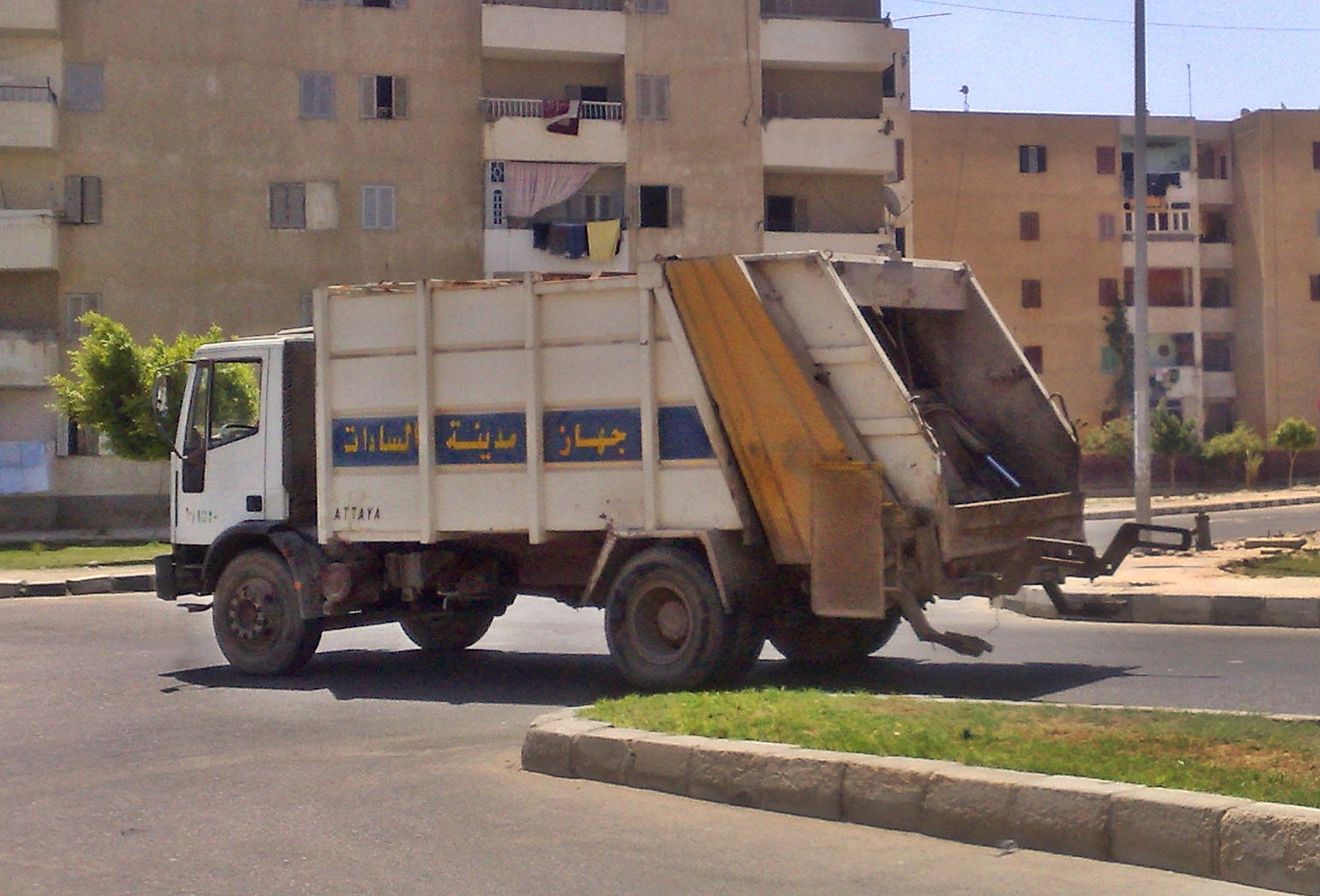
شاحنة لجمع القمامة بمدينة السادات، مصر (سنة 2009).

سيارة القمامة أو شاحنة القمامة، هي عربة مصممة خصيصاُ لجمع القمامة، أو لجمع النفايات الصلبة. ونقلها إلى منشأة معالجة النفايات الصلبة، مثل مكب النفايات أو مركز إعادة التدوير. تنتشر هذه الشاحنات في المدن والتجمعات الحضرية.

## معرض صور

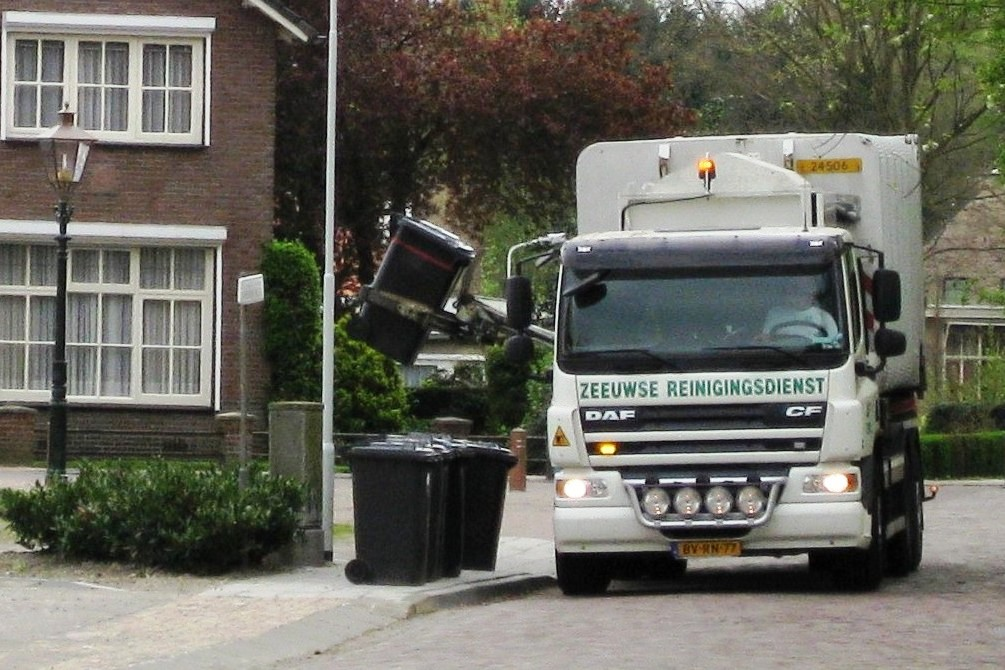
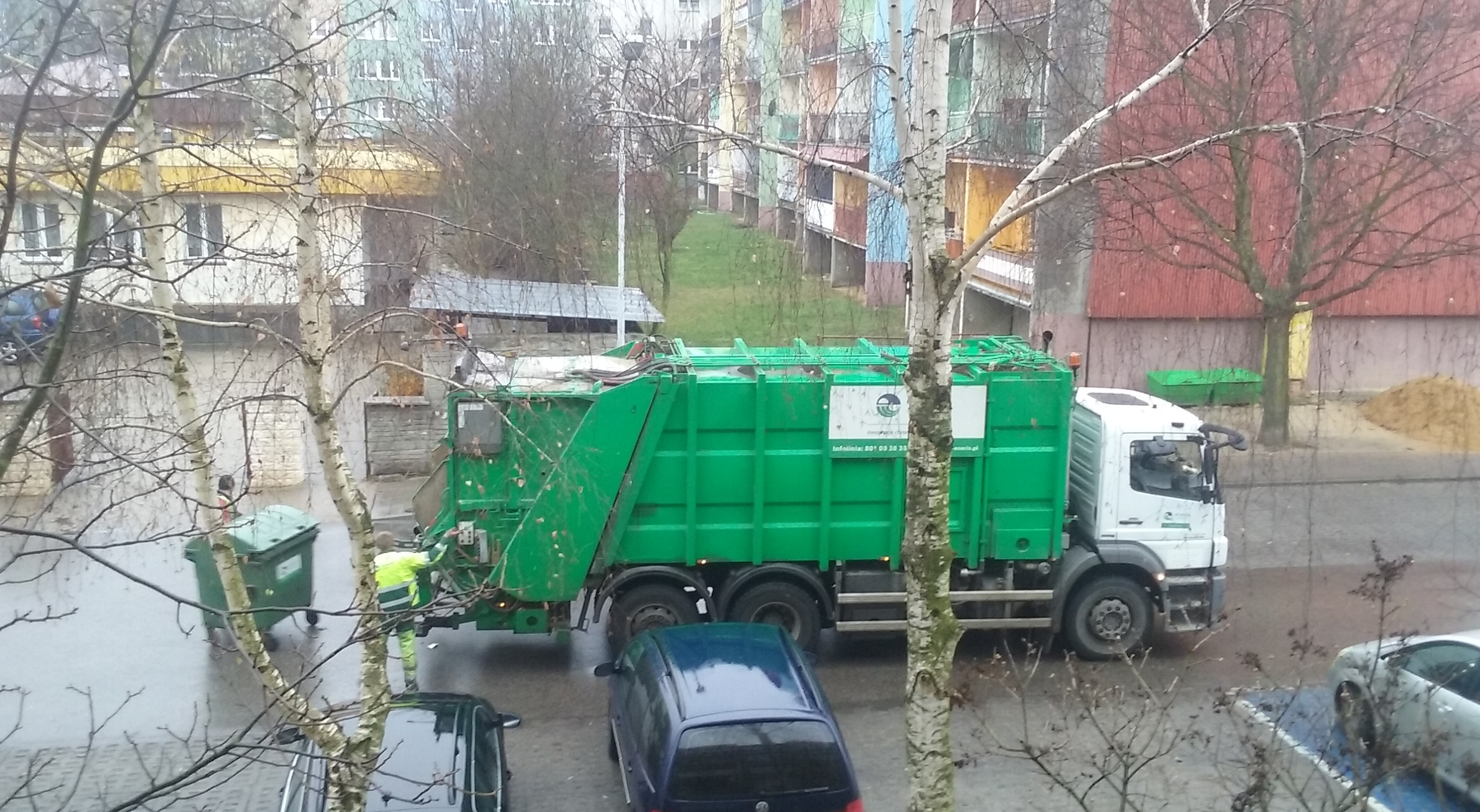
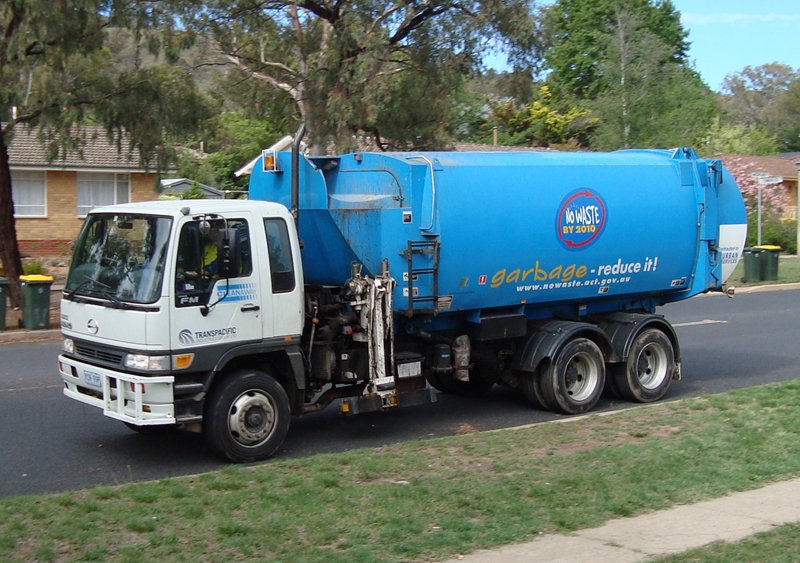